# Mat Ishbia
 (mai 2025).
La mise en forme du texte ne suit pas les recommandations de Wikipédia : il faut le « wikifier ».
Les points d'amélioration suivants sont les cas les plus fréquents :
- Les titres sont pré-formatés par le logiciel. Ils ne sont ni en capitales, ni en gras.
- Le texte ne doit pas être écrit en capitales (les noms de famille non plus), ni en gras, ni en italique, ni en « petit »…
- Le gras n'est utilisé que pour surligner le titre de l'article dans l'introduction, une seule fois.
- L'italique est rarement utilisé : mots en langue étrangère, titres d'œuvres, noms de bateaux, etc.
- Les citations ne sont pas en italique mais en corps de texte normal. Elles sont entourées par des guillemets français : « et ».
- Les listes à puces sont à éviter, des paragraphes rédigés étant largement préférés. Les tableaux sont à réserver à la présentation de données structurées (résultats, etc.).
- Les appels de note de bas de page (petits chiffres en exposant, introduits par l'outil «  Source ») sont à placer entre la fin de phrase et le point final[comme ça].
- Les liens internes (vers d'autres articles de Wikipédia) sont à choisir avec parcimonie. Créez des liens vers des articles approfondissant le sujet. Les termes génériques sans rapport avec le sujet sont à éviter, ainsi que les répétitions de liens vers un même terme.
- Les liens externes sont à placer uniquement dans une section « Liens externes », à la fin de l'article. Ces liens sont à choisir avec parcimonie suivant les règles définies. Si un lien sert de source à l'article, son insertion dans le texte est à faire par les notes de bas de page.
- La présentation des références doit suivre les conventions bibliographiques. Il est recommandé d'utiliser les modèles {{Ouvrage}}, {{Chapitre}}, {{Article}}, {{Lien web}} et/ou {{Bibliographie}}. Le mode d'édition visuel peut mettre en forme automatiquement les références.
- Insérer une infobox (cadre d'informations à droite) n'est pas obligatoire pour parachever la mise en page.

Pour une aide détaillée, merci de consulter Aide:Wikification.
Si vous pensez que ces points ont été résolus, vous pouvez retirer ce bandeau et améliorer la mise en forme d'un autre article.
Mathew Randall Ishbia, né le 6 janvier 1980 à Birmingham, est un homme d'affaires milliardaire américain. Il est président-directeur général de United Wholesale Mortgage (UWM), la plus grande société de prêts hypothécaires en gros aux États-Unis. Depuis février 2023, il est également propriétaire majoritaire des Phoenix Suns (NBA) et des Phoenix Mercury (WNBA), aux côtés de son frère Justin Ishbia.

## Biographie

### Jeunesse et études
Mat Ishbia a grandi dans une famille juive à Birmingham, dans la banlieue de Detroit. Il a fréquenté le lycée Seaholm avant d'intégrer l'université d'État du Michigan (Michigan State University), où il a obtenu un baccalauréat en administration des affaires. De 1999 à 2002, il a été meneur de jeu remplaçant pour l'équipe de basketball des Spartans de Michigan State, remportant le championnat national NCAA en 2000.

## Carrière

### United Wholesale Mortgage
En 2003, Ishbia rejoint l'entreprise familiale United Wholesale Mortgage, fondée par son père Jeff Ishbia en 1986. Il y occupe divers postes avant de devenir PDG en 2013. Sous sa direction, UWM devient le premier prêteur hypothécaire en gros des États-Unis en 2015. En 2021, l'entreprise entre en bourse, faisant de Mat Ishbia un milliardaire.
En 2019, il publie le livre Running the Corporate Offense: Lessons in Effective Leadership from the Bench to the Board Room, dans lequel il partage ses expériences en leadership et en gestion.

### Acquisition des Phoenix Suns et Mercury
En décembre 2022, Ishbia annonce l'achat des Phoenix Suns et des Phoenix Mercury pour 4 milliards de dollars, un record pour une franchise NBA. La vente est approuvée par la NBA en février 2023, faisant de lui, à 43 ans, le deuxième plus jeune propriétaire principal d'une équipe NBA.
Peu après l'acquisition, il orchestre le transfert de la star Kevin Durant depuis les Brooklyn Nets, renforçant significativement l'effectif des Suns.

## Philanthropie
Mat Ishbia est un philanthrope actif, notamment envers son alma mater. En février 2021, il fait un don de 32 millions de dollars à l'université d'État du Michigan, dont 20 millions destinés à la construction du Tom Izzo Basketball Building. En mars 2021, il contribue également à hauteur de 1 million de dollars à la V Foundation for Cancer Research.

## Vie personnelle
Mat Ishbia est divorcé et père de trois enfants. Il réside à Bloomfield Hills, dans le Michigan.

## Distinctions
- Champion NCAA avec Michigan State (2000)
- Ernst & Young Entrepreneur of the Year (2013)
- Horatio Alger Award (2019)
- Intrônisé au Michigan Sports Hall of Fame (2022)